# Mačus
Mačus je priimek več znanih Slovencev:

## Znani nosilci priimka
- Franjo Mačus (1905—1974), ekonomist in politik
- Meta Mačus (*1975), atletinja